# Kazimierz Alchimowicz

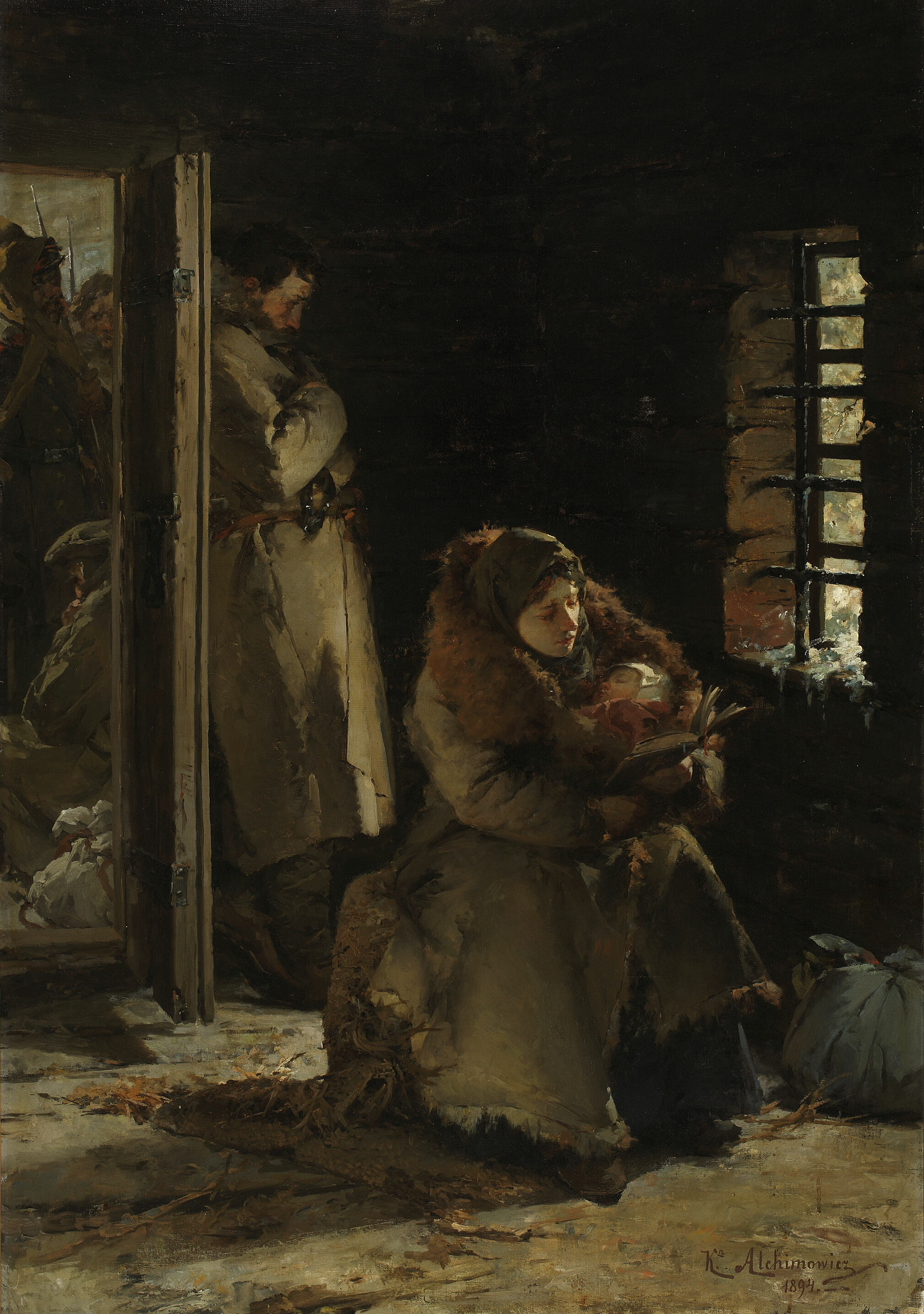
Unterwegs nach Sibirien

Kazimierz Alchimowicz (* 20. Dezember 1840 in Dziembrów bei Grodno; † 31. Dezember 1916 in Warschau) war ein polnischer Maler, der als einer der letzten Romantiker in der polnischen Malerei gilt. Unter anderem bebilderte er mit einer Reihe von zwölf Gemälden (1898) und Grafiken (1903) das Poem Pan Tadeusz von Adam Mickiewicz. Er war der ältere Bruder des polnischen Malers Hiacynt Alchimowicz.

## Leben
Kazimierz Alchimowicz beendete seine Schulbildung in Vilnius und war danach einige Jahre Gutsverwalter in der Umgebung von Kiew.
1863 nahm Alchimowicz als Soldat am Januaraufstand teil und kämpfte in Litauen, wofür er nach Werchoturje hinter den Ural deportiert wurde. Dort begann er Zeichnungen mit Naturmotiven und Bilder mit religiöser Thematik zu schaffen, von deren Verkauf er sich seinen Unterhalt finanzierte. 1869 kehrte er nach Warschau zurück und begann eine Kunstausbildung bei Wojciech Gerson. Anschließend studierte er von 1873 bis 1875 an der Akademie der Bildenden Künste München bei Professor Alexander Wagner.
Von 1876 bis 1877 war er in Paris tätig, nahm am Salon de Paris teil. 1877 wohnte er in Avon, wo er sich auch mit der Malerei auf Fayence und Porzellan beschäftigte.
Ab 1877 wirkte er in Warschau, wo er ab 1890 in der Malerei- und Skulpturschule von Bronisława Poświkowa als Zeichenlehrer arbeitete. Er gewann mehrere internationale Auszeichnungen für sein Schaffen.

## Werke (Auswahl)

### Gemälde
- Autoportret, 1864
- Zabytki książat Aragońskich nad hiszpańską granicą
- Pogrzeb na Uralu, 1873
- Los Polaków, 1874
- Śmierć Margiera, 1875
- Lidziejko z córką na ruinach świątyni Perkuna, 1876
- Czytająca dziewczyna, 1876
- Młody męczennik, 1877
- Dziewczynka, 1877
- Więzień, 1877
- Chrześcijański męczennik, 1878
- Kasper Karliński, 1880
- Pejsaż, 1883
- Krajobraz, 1886
- Ostatnie chwile księdza Michała Glińskiego w więzieniu, 1887
- Pogrzeb Gedymina, 1888
- Pejsaż z dziewczyną, 1890
- Milda, bogini miłości, 1891
- Goplana, 1894
- Modlitwa Cierpiących, 1894
- Nad grobem Soplicy, 1900
- Skarga Pawęski i Matejko w pozagrobowem życiu, 1902
- Portret J. Chełmońskiego, 1913

### Religiöse Bilder
- Anioł Stróż, Kirche in Żytno
- Najświętsza Maria Panna, Kirche in Zakopane
- Święta Trójca, Kathedrale in Lublin

### Skulpturen
- Kruzifix, Kirche in Brzeziny